# NGC 7534
NGC 7534 (również PGC 70781) – galaktyka nieregularna (IBm), znajdująca się w gwiazdozbiorze Ryb. Odkrył ją Albert Marth 1 października 1864 roku. Jest to galaktyka o niskiej jasności powierzchniowej.